# Charlotte Roche
Pour les articles homonymes, voir Roche (homonymie).
Charlotte Roche [ ʃaʁlɔt ʁɔʃ ] (en anglais : [ˈʃarlət ɹəʊʃ ], en allemand : [ ʃaʁˈlɔtə ʁɔʃ ]), née le 18 mars 1978, à High Wycombe (Angleterre), est une présentatrice, productrice, chanteuse, actrice, animatrice et autrice allemande.

## Biographie
Charlotte Elisabeth Grace Roche est la fille d'un ingénieur et d'une mère engagée politiquement et artistiquement, Liz Busch. Elle a vécu à Londres, avant de rejoindre l'Allemagne à l'âge de 8 ans. En 1983, Charlotte Roche, alors âgée de cinq ans, voit ses parents divorcer. Cet événement l'inspirera pour ses deux romans Zones Humides et Petites Morts. Charlotte Roche évolue dès son plus jeune âge dans un environnement libertaire, lié à la scène alternative de la Basse-Rhénanie. Elle fréquente l'école dans la ville de Niederkrüchten puis le lycée St.-Wolfhelm dans la ville voisine de Schwalmtal. Après sa troisième, elle déménage à Mönchengladbach et fréquente le lycée Hugo-Junkers à Rheydt, qu'elle quitte en terminale. Ses premières expériences scéniques ont lieu durant cette période lycéenne dans des cours de théâtre.
Elle a eu « la plus longue et la pire puberté du monde » à Mönchengladbach. Charlotte quitta son chez-soi en 1993. « À vrai dire je me suis fait virer de chez mes parents. Mon père m'a payé un appartement mais ils ont coupé les ponts, parce que j'étais dans la surenchère [provocatrice] permanente ». Elle fonde alors avec trois amies un groupe de garage-rock, baptisé The Dubinskis. Charlotte s'automutile, se procurant ainsi une encre biologique pour son art, teste différentes drogues. C'est en 2001, le jour de son mariage, que ses trois frères, de 21, 9 et 6 ans, meurent d'un accident de voiture, dans lequel sa mère est aussi gravement blessée. L'année suivante, Charlotte est maman d'une petite fille, fruit de son union avec Eric Pfeil, le producteur et auteur de l'émission qui la fera connaître : Fast Forward.
Depuis 2007, Charlotte est mariée à Martin Kess, collaborateur et co-cerveau de l'émission.

### Animation télévisuelle
Charlotte Roche est l'animatrice de l'émission underground Fast Forward, promotrice de la scène musicale underground sur la chaîne télévisée allemande VIVA zwei, à partir du printemps 1998, année au cours de laquelle son casting est retenu. En 2000, elle anime une seconde émission, Trendspotting. Alors qu'elle devient la tête d'affiche de la chaîne, elle est sélectionnée en 2001 pour la première fois au Prix Adolf-Grimme pour ses « compétences et son style de présentation particulier ». Grâce à sa façon originale et excentrique de mener les interviews, elle a hérité du surnom de « Queen of German Pop Television » que lui donna Harald Schmidt.
Après l'arrêt de diffusion de la chaîne VIVA Zwei le 7 janvier 2002, l'émission Fast Forward continua jusque fin 2004 d'être diffusée sur la chaîne VIVA. Elle a déclaré être « vachement déçue » par l'arrêt de l'émission par la chaîne et a refusé de présenter les dernières émissions. Elle a obtenu le Prix de la télévision bavaroise (Bayerischer Fernsehpreis) et finalement le Prix Adolf-Grimme en 2004. En 2003, Roche a présenté l'émission Charlotte Roche trifft... sur ProSieben qui s'est arrêtée après 13 épisodes. Elle présente en 2006 quatre épisodes de Tracks sur Arte. Elle a couvert l'ouverture de la Berlinale 2007. En 2008, elle présente sur 3sat Charlotte Roche unter... où elle accompagne des gens dans leur travail. Elle succède en 2009 à Amelie Fried dans le talk-show 3 nach 9 sur Radio Bremen TV. Elle quitte l'émission quatre mois plus tard d'un commun accord avec le directeur des programmes Dirk Hansen. Avant même sa première émission, la directrice régionale des affaires culturelles de Brême, Elisabeth Motschmann (CDU), qui siège au conseil de radiodiffusion de Radio Bremen et au Landtag, avait protesté contre l'embauche de la présentatrice. De mars 2012 jusque début 2013, Roche a présenté avec son complice Jan Böhmermann le talk-show Roche & Böhmermann sur ZDFkultur.
En 2019 elle présente Rituels amoureux, une série de six documentaires pour la chaîne Arte qui répertorient les différents types d'approche amoureuse et de comportement sexuel humain à travers le monde.

### Musique et cinéma
Roche décroche un petit rôle en 2001 dans le film Demonium d'Andreas Schnaas. En 2006, elle est la tête d'affiche de Les miracles du cuisinier (Eden en VO) de Michael Hofmann, un film sur les relations de couple qui a été largement distribué en Europe.
En 2002, Roche participe au clip vidéo du morceau Club der schönen Mütter du groupe germanophone Fehlfarben. En 2004, elle chante sur le titre Traüme de l'album Here Comes Love de Superpitcher. Elle chante sur le single Mauern de Rocko Schamoni en 2005. En 2006 elle produit avec le chanteur Bela B. un duo 1. 2. 3. … sur l'album Bingo.

### Littérature et livres audios
En 2000 sort Speed Queen, le livre audio de l'ouvrage de Stewart O'Nan lu par Roche.
En février 2008, Roche sort son roman Zones humides (Feuchtgebiete). Cet ouvrage qui dérange évoque notamment les thématiques des pratiques anales, de l'hygiène intime, des techniques de masturbation, du rasage intime et de la prostitution. En grande partie autobiographique, il analyse l'emprise pudique et hygiéniste de notre société sur les fondamentaux de l'être humain, à savoir ses odeurs, ses laideurs, ses disgrâces, ainsi que son penchant pour les plaisirs sales. Le livre a eu du succès : pour la première fois un ouvrage d'intitulé germanique atteint la liste des best-sellers sur Amazon. Il a été vendu à plus d'un million d'exemplaires, et est resté plus de sept semaines dans la liste des « best-sellers ». Il a été adapté au cinéma en 2013 par David Wnendt sous le même titre. Le rôle d'Helen Memel y est tenu par Carla Juri.

## Prises de position

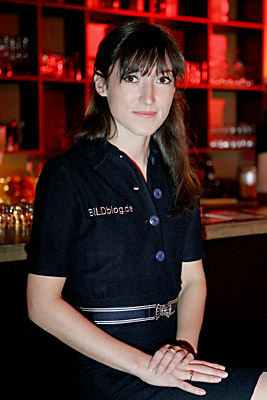
Charlotte Roche en 2007.

### Féminisme
Charlotte Roche est une figure éminente du féminisme moderne, notamment du mouvement des « femmes dominantes ». En mai 2001, elle apparaît sur la couverture du magazine EMMA d'Alice Schwarzer. Mais elle se retrouve plutôt dans le féminisme pro-sexe que dans le modèle du féminisme à la sauce 70 qu'elle juge dépassé, surtout dans sa dimension anti-pornographique.

« Les jeunes féministes peuvent être reconnaissantes envers Alice Schwarzer par exemple pour le fait que les femmes ne doivent plus demander à leur mari si elles ont le droit de travailler. Par contre, dans plusieurs de ses récentes campagnes, on ne peut plus la suivre. Madame Schwarzer veut interdire le sexe sadomasochiste, mais les femmes sont complètement masochistes. Même elle ne pourra pas changer ça. Je n'ai pas envie de demander la permission à Madame Schwarzer quand je veux me lâcher au lit. »

— Charlotte Roche

### Religion et politique
Charlotte Roche a pris des positions critiques envers les religions et défend une stricte laïcité. Dans une interview pour la Fondation Giordano Bruno, elle déclare

« Je ne mets jamais les pieds dans une église. Je suis si rigoureuse que je ne me rend pas aux mariages, enterrements ou baptêmes où on m'invite. Je n'entre pas dans les églises parce que je trouve ça illogique de s'y rendre sans être le moins du monde croyante. »

— Charlotte Roche
Charlotte est membre de l'Attac et s'est impliquée dans le mouvement antinucléaire allemand. Son livre de chevet est Uns gehört die Welt (« Le monde nous appartient ») de Klaus Werner-Lobo, qui traite des multinationales dans la Mondialisation. Cet ouvrage a « changé radicalement » sa vie et ses habitudes de consommatrice. Elle défend le droit d'auteur comme un acquis historique et a signé une pétition contre le vol de la propriété intellectuelle.

## Ouvrages

### Romans
- 2008 : (de) Feuchtgebiete, Éditions DuMont, Cologne,  (ISBN 978-3-8321-8057-7) ; Réédition 2009 : Éditions Ullstein, Berlin,  (ISBN 978-3-548-28040-0).
  - 2009 : Zones humides, traduction depuis l'allemand de Claire de Oliveira, Éditions Anabet, Paris, 226 p.  (ISBN 978-2352660507)[16],[17]
- 2011 : (de) Schoßgebete, Éditions Piper, Munich,  (ISBN 978-3-492-05420-1).
  - 2013 : Petites morts, traduction depuis l'allemand de Sophie Andrée Herr, Éditions Flammarion, coll. « Docs, Témoignages », Paris, 338 p.  (ISBN 978-2-08-129017-4)[18]
- 2015 : (de) Mädchen für alles, Éditions Piper, Munich 2015,  (ISBN 978-3-492-05499-7).

## Filmographie

### Adaptation de ses ouvrages au cinéma
- 2013 : Zones humides (Feuchtgebiete), film allemand réalisé par David Wnendt, d'après son ouvrage Zones humides.
- 2014 : Zones intimes (Schoßgebete), film allemand réalisé par Sönke Wortmann, d'après son ouvrage du même titre, (de) Schoßgebete, traduit en français sous le titre Petites morts

### Actrice
- 2001 : Demonium d'Andreas Schnaas
- 2003 : Le Coup de feu (Schussangst) de Dito Tsintsadze
- 2006 : Les Miracles du cuisinier (de) (Eden) de Michael Hofmann (de)